# Моцарт, Карл Томас
Карл Томас Моцарт (21 сентября 1784 — 31 октября 1858) — австрийский пианист, второй сын и старший из двух выживших сыновей композитора Вольфганга Амадея Моцарта и его супруги Констанции.

## Биография

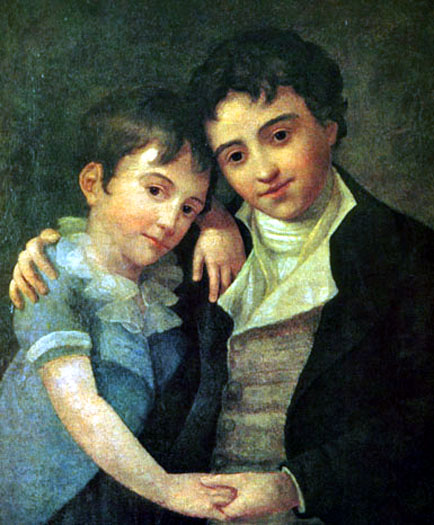
Карл на портрете 1798 года с братом Францем.

Родился в Вене. Образование после смерти отца получал в Праге, куда был отправлен с младшим братом в семилетнем возрасте; его наставниками были Франтишек Ксавер Нимечик и Франтишек Ксавер Душек, благодаря которым он стал талантливым пианистом. Однако ещё до завершения своего обучения он в 1797 году, когда ему было четырнадцать лет, уехал в Ливорно, чтобы стать учеником в торговой фирме.
В последующие годы он планировал открыть магазин фортепиано, но по финансовым причинам этот проект провалился. В 1805 году он переехал в Милан, где изучал музыку под руководством директора Миланской консерватории и композитора Бонифацио Азиоли, взявшего его в ученики по рекомендации Йозефа Гайдна. В первые два года Карл Томас показывал большие успехи, но на третьем году фактически отказался от музыкальной карьеры и в 1810 году бросил учёбу, став первоначально переводчиком в Ломбардии, находившейся тогда под управлением французской администрации. После включения территории в состав Австрийской империи в 1815 году стал чиновником в австрийском финансовом управлении и государственной бухгалтерии в Милане (город в то время был под австрийским контролем) и также служил в качестве переводчика на итальянский язык в штате австрийской судебной палаты; вёл достаточно скромную жизнь. В августе и сентябре 1820 года его посещал его брат Франц Ксавер Вольфганг, в 1825 году он встречался со своей матерью в Милане, увидев её снова в 1836 году в Зальцбурге. В период своей карьеры чиновника продолжал работать в качестве официального переводчика с и на итальянский для финансового управления. Владел домом в селе Каверсаччо в Вальморее, Комо, ценя местную красоту, пищу и воду. Этот дом он завещал городу, о чём указано в установленной в честь него мемориальной доске. В городской ратуше хранится копия его завещания.
До своей смерти в Милане часто посещал различные мероприятия, связанные с его отцом. Так, в 1842 году он принял участие в открытии памятника Моцарту в Зальцбурге и в 1856 году — там же в торжествах по случаю 100-летия со дня рождения его отца в качестве почётного гостя. В 1844 году имеющиеся в его распоряжении манускрипты, фрагменты, библиотеку и клавикорд, унаследованные от отца, он завещал открывшемуся 22 апреля 1841 года по инициативе жителей г. Зальцбурга и при участии его матери Моцартеуму. 
Карл Томас никогда не был женат и детей не имел, поэтому с его смертью прямая линия Моцартов пресеклась.
Карл Томас Моцарт умер 31 октября (в день именин своего отца) 1858 года с портретом своего отца в руке. Он завещал для себя похороны первого класса. В зальцбургском соборе в его честь был исполнен Реквием В. Моцарта 